# The Order of Things (альбом All That Remains)
| Оценки критиков  | Оценки критиков |
| Источник         | Оценка          |
| ---------------- | --------------- |
| About.com        | [ 1 ]           |
| Artistdirect     | [ 2 ]           |
| AllMusic         | [ 3 ]           |
| Blabbermouth.net | 7.5/10          |
| MetalSucks       | [ 5 ]           |
| Ultimate-guitar  | [ 6 ]           |

The Order of Things — седьмой студийный альбом группы All That Remains. Альбом вышел 24 Февраля 2015 на музыкальном лейбле Razor & Tie. The Order of Things — первый студийный альбом, спродюсированный Джошем Вильбёром.

## Об альбоме
Альбом записан и спродюсирован Джошем Вильбёром.
Первой выпущенной с этого альбома песней была «No Knock».
Филипп писал тексты песен для альбома вместе с продюсером (Джошем Вильбором), впервые за всю историю группы. Фил Лэбонте высказал следующее мнение о работе с Джошем: «Честно говоря, это как тест для меня, мы с Джошем закончили написание мелодий и текстов. Такое было в первый раз, когда кто-то имел право влезть в написание текстов. Но Джош это парень, который на самом деле работал со мной над текстами и прочим, и это было восхитительно.»

## Музыкальный стиль
Фил Лэбонте говорит об альбоме: «Я думаю, что The Order of Things несомненно является лучше нашей предыдущей работы A War You Cannot Win. И лучше, чем Overcome. Это мое мнение. Считаю, что в новом альбоме у нас есть много классных треков». Фил так же говорит: «Я думаю, что эта пластинка больше „певучая“. У нас есть 12 песен, из которых четыре-пять  –  чистый вокал от начала до конца. Над „криками“ я работал в двух или трех песнях.»
Барабанщик Джейсон Коста об альбоме: «Он определенно звучит в нашем стиле. Но метал в альбоме тяжелее, а скорость быстрее. Мы действительно поставили перед собой задачу этого альбома. Радио материалов не более, чем радио, но тут определенно полно пения, мелодичности и тому подобного. Песни быстры; у нас есть пара взрывных треков на этом альбоме. Двойной бас, для утяжеления песен, был реально испытывающим для меня в этот раз. Некоторые из песен под шаблоном „сверхтяжелые“.»

## Список композиций
| №                   | Название                         | Длительность |
| ------------------- | -------------------------------- | ------------ |
| 1.                  | «This Probably Won't End Well»   | 3:48         |
| 2.                  | «No Knock»                       | 2:48         |
| 3.                  | «Divide»                         | 3:18         |
| 4.                  | «The Greatest Generation»        | 4:00         |
| 5.                  | «For You»                        | 4:16         |
| 6.                  | «A Reason for Me to Fight»       | 3:42         |
| 7.                  | «Victory Lap»                    | 3:54         |
| 8.                  | «Pernicious»                     | 4:01         |
| 9.                  | «Bite My Tongue»                 | 4:03         |
| 10.                 | «Fiat Empire»                    | 4:04         |
| 11.                 | «Tru-Kvlt-Metal»                 | 3:39         |
| 12.                 | «Criticism and Self Realization» | 7:03         |
| Общая длительность: | Общая длительность:              | 46:56        |

## Участники
All That Remains:
- Филипп Лэбонте — вокал;
- Оли Герберт — гитара;
- Майк Мартин — ритм-гитара;
- Джинн Сэган — бас-гитара, бэк-вокал;
- Джейсон Коста — ударные.

Технический состав:
- Джош Вильбёр — продюсер;
- TBA — сведение, мастеринг, артворк.